# Florentin-Paul Despas
Florentin-Paul Despas, francoski general, * 1881, † 1959.